# 6e circonscription du Chili
 (août 2025).
La 6e circonscription du Chili est une circonscription électorale située dans la région de Valparaíso et qui élit huit députés à la Chambre des députés chilienne. 
Elle est créée en 2018 et à partir de l'ancienne dixième, onzième et douzième circonscription pour élire les députés. Selon le recensement de 2017, elle compte 939 258 habitants.

## Communes
Description géographique de la sixième circonscription de la région de Valparaiso. Les communes de la sixième circonscription sont :
- La Ligua : 35 390 habitants.
- Petorca : 9 826 habitants.
- Cabildo : 19 388 habitants.
- Zapallar : 7 339 habitants.
- Papudo : 6 356 habitants.
- Villa Alemana : 126 548 habitants.
- Quilpué: 151 708 habitants.
- Quintero : 31 923 habitants.
- Puchuncaví : 18 546 habitants.
- Quillota : 90 517 habitants.
- Nogales : 22 120 habitants.
- Hijuelas : 17 988 habitants.
- La Calera : 50 554 habitants.
- La Cruz : 22 098 habitants.
- Limache : 46 121 habitants.
- Olmué : 17 516 habitants.
- San Felipe : 76 844 habitants.
- Panquehue : 7 273 habitants.
- Catemu : 13 998 habitants.
- Putaendo : 16 754 habitants.
- Santa María : 15 241 habitants.
- Llay-Llay : 24 608 habitants.
- Los Andes : 66 708 habitants.
- Calle Larga : 14 832 habitants.
- San Esteban : 18 855 habitants.
- Rinconada : 10 207 habitants.

## Historique des députés

### Représentation partisane
| 4 | 2 | 1 | 1 |

| 2 | 1 | 1 | 2 | 2 |

### Députés

#### LVIelégislature (depuis 2022)

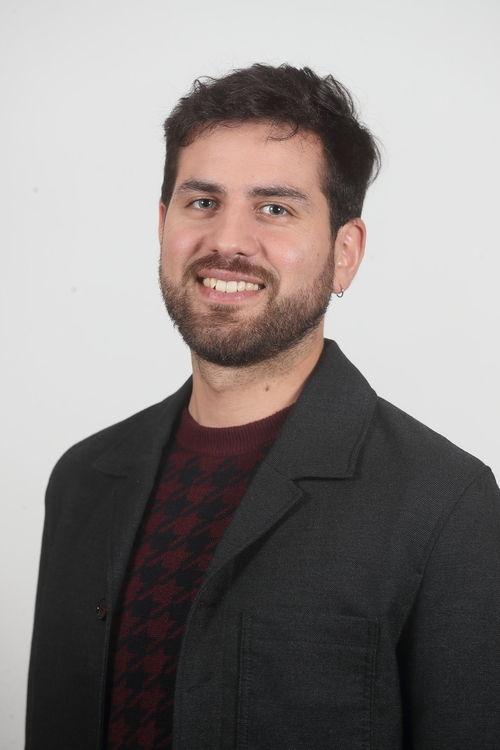
Diego Ibáñez (CS)
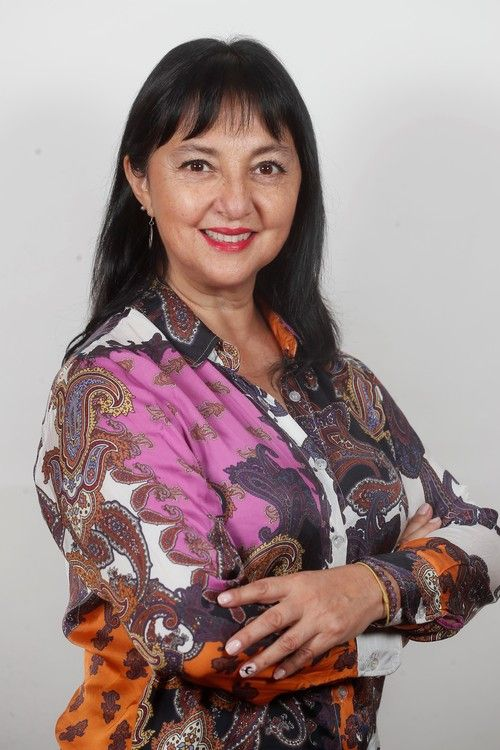
Carolina Marzán (es) (PPD)
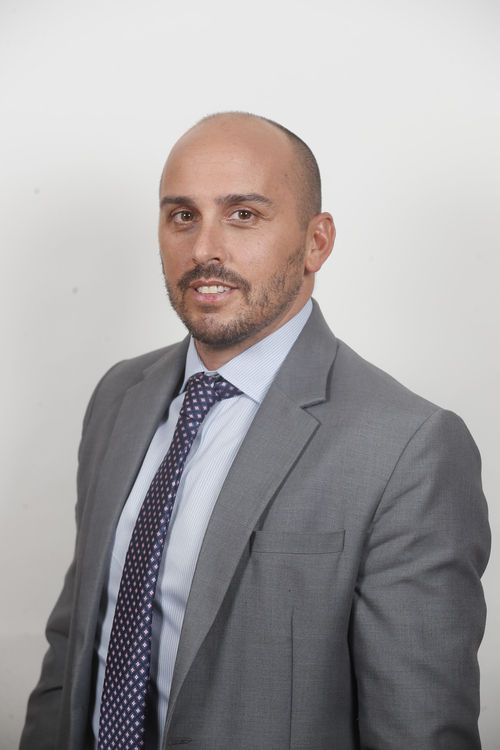
Andrés Longton (es) (RN)
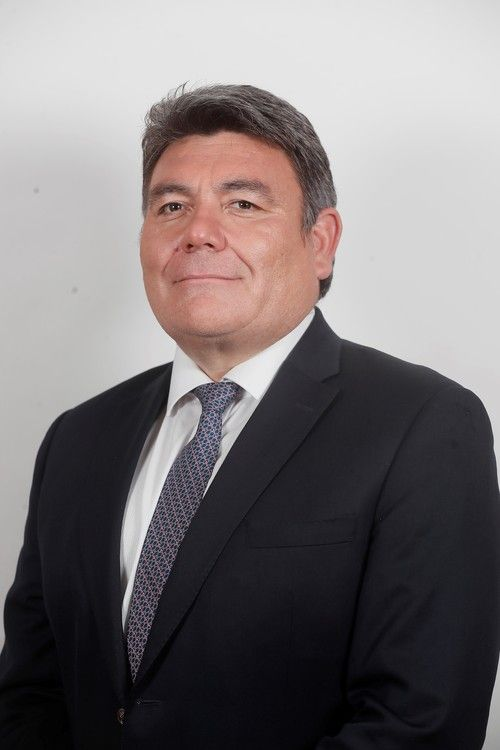
Nelson Venegas (es) (PS)
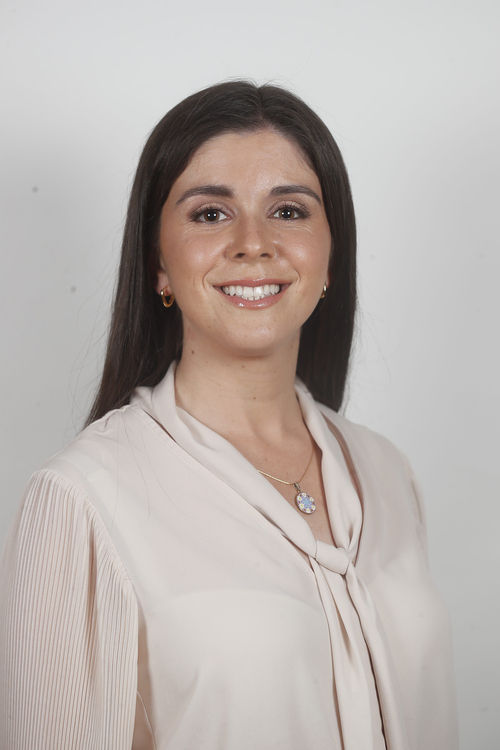
Chiara Barchiesi (es) (PLR)
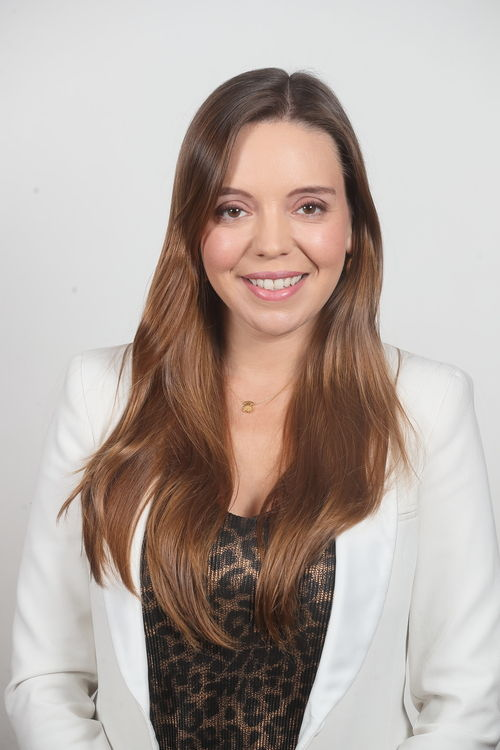
Camila Flores (es) (RN)
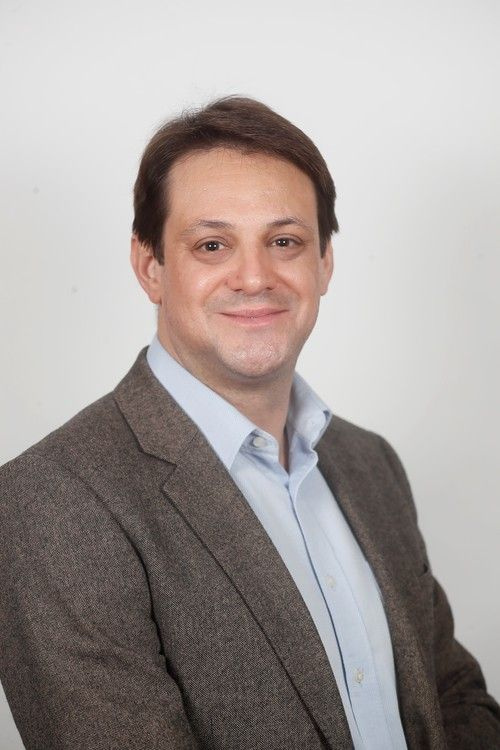
Gaspar Rivas (es) (PDG (es))
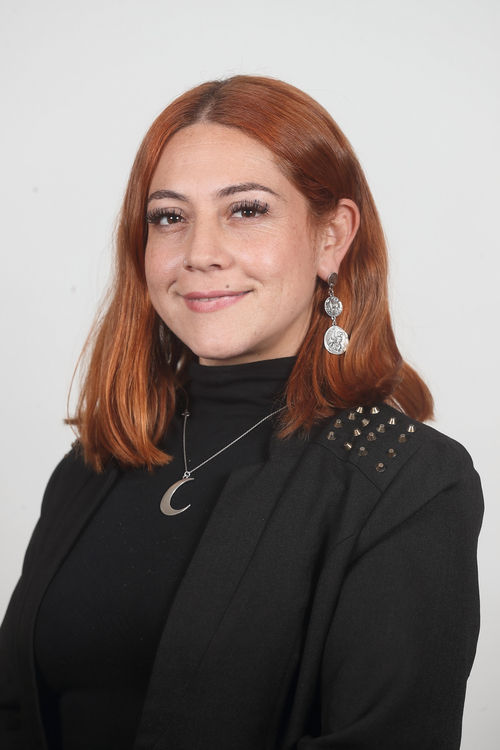
Francisca Bello (es) (CS)

## Historique des élections

### Élections parlementaires de 2021

#### Cartes

Résultats par communes et par coalitions.

#### Résultats par partis et coalitions
| Candidat                                 | Candidat                   | Coalition                  | Partis                     | Partis | Voix   | %    | Sièges | +/- |
| ---------------------------------------- | -------------------------- | -------------------------- | -------------------------- | ------ | ------ | ---- | ------ | --- |
|                                          | Carolina Marzán (es)       | Nouveau Pacte Social       |                            | PPD    | 33 613 | 9,43 | Élue   |     |
| Nelson Venegas (es)                      |                            | Nouveau Pacte Social       | PS                         | 25 392 | 7,15   | Élu  |        |     |
| Daniel Verdessi (es)                     |                            | Nouveau Pacte Social       | PDC                        | 10 642 | 3,00   |      |        |     |
| Luciano Valle Acevedo                    |                            | Nouveau Pacte Social       | PS                         | 3 941  | 1,11   |      |        |     |
| Priscila Corsi Cáceres                   |                            | Nouveau Pacte Social       | PDC                        | 3 456  | 0,97   |      |        |     |
| Jorge López Pino                         |                            | Nouveau Pacte Social       | PPD                        | 2 174  | 0,61   |      |        |     |
| Francisca Loreto Aranguiz Vergara        |                            | Nouveau Pacte Social       | PL (es)                    | 971    | 0,27   |      |        |     |
| Marcelo David Merino Vergara             |                            | Nouveau Pacte Social       | PR                         | 835    | 0,24   |      |        |     |
| Berta del Carmen De La Fuente Valenzuela |                            | Nouveau Pacte Social       | PR                         | 586    | 0,17   |      |        |     |
| Total Nouveau Pacte Social               | Total Nouveau Pacte Social | Total Nouveau Pacte Social | Total Nouveau Pacte Social | 81 559 | 22,95  | 2    |        |     |
|                                          | Andrés Longton (es)        | Chile Pode+                |                            | RN     | 29 106 | 8,20 | Élu    |     |
| Camila Flores (es)                       |                            | Chile Pode+                | RN                         | 16 466 | 4,64   | Élue |        |     |
| Luis Pardo Sainz                         |                            | Chile Pode+                | RN                         | 15 535 | 4,37   |      |        |     |
| Tomas Hoffmann Opazo                     |                            | Chile Pode+                | UDI                        | 5 044  | 1,42   |      |        |     |
| Benjamin Lorca Inzunza                   |                            | Chile Pode+                | UDI                        | 3 808  | 1,07   |      |        |     |
| Maria Violeta Silva Cajas                |                            | Chile Pode+                | RN                         | 3 346  | 0,94   |      |        |     |
| Maria Munnier Soto                       |                            | Chile Pode+                | UDI                        | 2 031  | 0,57   |      |        |     |
| Raul Fuhrer Sanchez                      |                            | Chile Pode+                | UDI                        | 1 490  | 0,42   |      |        |     |
| Luis Eduardo Ampuero                     |                            | Chile Pode+                | UDI                        | 1 375  | 0,39   |      |        |     |
| Total Chile Pode+                        | Total Chile Pode+          | Total Chile Pode+          | Total Chile Pode+          | 78 201 | 22,02  | 2    | 2      |     |
|                                          | Diego Ibañez (es)          | Approbation dignité        |                            | CS     | 34 479 | 9,71 | Élu    |     |
| Sofia Alejandra Gonzalez Cortes          |                            | Approbation dignité        | PCCh                       | 12 308 | 3,47   |      |        |     |
| Lorena Cecilia Cataldo                   |                            | Approbation dignité        | RD                         | 9 995  | 2,81   |      |        |     |
| Francisca Bello (es)                     |                            | Approbation dignité        | CS                         | 8 754  | 2,46   | Élue |        |     |
| Cristian Alejandro Salinas               |                            | Approbation dignité        | PCCh                       | 3 974  | 1,12   |      |        |     |
| Francisca Ogalde Vega                    |                            | Approbation dignité        | FREVS                      | 3 218  | 0,91   |      |        |     |
| Matias Gazmuri Kruberg                   |                            | Approbation dignité        | COM                        | 2 487  | 0,70   |      |        |     |
| Carlos Lezaeta Cabrera                   |                            | Approbation dignité        | RD                         | 2 340  | 0,66   |      |        |     |
| Total Approbation dignité                | Total Approbation dignité  | Total Approbation dignité  | Total Approbation dignité  | 77 555 | 21,81  | 2    | 1      |     |